# William Worcester
William (de) Worcester (vers 1415 - vers 1482) est un chroniqueur et antiquaire anglais.

## Biographie
Sa famille vient de Bristol. Son père s'appelle également William Worcester, on l'appelle parfois William Botoner, sa mère étant la fille de Thomas Botoner, qui vient de Catalogne. Il étudie à l'université d'Oxford.
Il devient le secrétaire du chevalier John Fastolf. Lorsque Fastolf meurt en 1459, Worcester découvre qu'il ne reçoit rien de son héritage, bien qu'il ait été son exécuteur testamentaire. Il conteste la validité du testament et obtient gain de cause en recevant quelques terres à Norwich et Southwark.

## Travaux
Worcester fit plusieurs voyages dans toute l'Angleterre, et son Itinerarium contient de nombreuses informations sur les villes anglaises et leur histoire. Quelques-unes de ses œuvres furent imprimées par James Nasmith en 1778 ; la partie concernant Bristol fut publiée par James Dallaway sous le titre William Wyrcestre Redivivus en 1823, puis réimprimée dans les Antiquities of Bristowe en 1834. Une traduction moderne, éditée par John Harvey, fut publiée sous le nom d’Itineraries of William Worcestre en 1969.
Worcester écrivit également des Annales rerum Anglicarum, qui relate l'histoire de l'Angleterre sous le règne d'Henri VI. Ce texte fut publié par Thomas Hearne en 1728 et par Joseph Stevenson pour les Rolls series avec les Letters and Papers illustrative of the Wars of the English in France during the Reign of Henry VI en 1864. Stevenson imprima également une série de croquis faits par Worcester, concernant les guerres des Anglais en France et en Normandie.
Worcester a écrit un texte sur son maître, Acta domini Johannis Fastolf.